# International Association for Cereal Science and Technology
Die International Association for Cereal Science and Technology (ICC) (Internationale Gesellschaft für Getreidewissenschaft und -technologie) wurde 1955 auf dem 3. Internationalen Brotkongress in Hamburg gegründet und hat ihren Hauptsitz in Wien, Österreich. Sie hieß ursprünglich International Association for Cereal Chemistry. Die Gesellschaft wurde gegründet, um internationale Untersuchungsstandards für Getreide- und Mehluntersuchungen zu erarbeiten und zu veröffentlichen. Sie hat momentan etwa 30 Mitgliedsstaaten; weitere 5 Staaten haben Beobachterstatus. Die Vereinigung ist unabhängig und international anerkannt als Forum für Getreidewissenschaftler und -technologen. Zweck der Vereinigung ist es, Methoden zu standardisieren und zu veröffentlichen, nach denen Labors in aller Welt ihre Untersuchungsergebnisse austauschen und vergleichen können.
Der derzeitige Präsident und Vorsitzende des Exekutivkomitees ist Gerhard Schleining, Österreich. Technischer Direktor ist Bertrand Matthäus, Deutschland.